# Ширяй
Ширяй (Суходол, Шеряй) — река в России, протекает во Фроловском и Иловлинском районах Волгоградской области. Правый приток реки Иловля, бассейн Дона.

## География
Длина реки составляет 42 км, площадь водосборного бассейна — 602 км².
Ширяй начинается в балке Ширяй (к юго-востоку от хутора Рубёжный) во Фроловском районе. Течёт на юго-запад, в хуторе Писарёвка поворачивает на юг к хутору Нижние Липки. От него течёт на юго-восток по Иловлинскому району через хутора Ширяевский, Желтухино-Ширяйский и Писарёвка. Впадает в Иловлю в 59 км от её устья, на высоте 46,6 метра над уровнем моря.

## Данные водного реестра
По данным государственного водного реестра России относится к Донскому бассейновому округу, водохозяйственный участок реки — Иловля, речной подбассейн реки — Дон между впадением Хопра и Северского Донца. Речной бассейн реки — Дон (российская часть бассейна).
Код объекта в государственном водном реестре — 05010300412107000009430.